# 奇蒂廖
奇蒂廖（義大利語：Cittiglio），是意大利瓦雷泽省的一个市镇。总面积11平方公里，人口3965人，人口密度360.5人/平方公里（2009年）。国家统计（ISTAT）代码为012051。

## 友好城市
- 義大利卡梅罗塔